# Бандера, Богдан Андреевич
Богда́н Андре́евич Банде́ра (укр. Богдан Андрійович Бандера, псевдоним «Лемко», 1919, Старый Угринов, Станиславовское воеводство — 11 марта 1944, Пески, Николаевская область) — украинский общественный деятель, участник национально-освободительного движения, член ОУН. Сын священника Андрея Бандеры, брат Степана Бандеры.
Учился в Стрыйской и Рогатинской гимназиях в Польской Республике, а затем во Львовском политехническом институте. В 1939 году, после присоединения Львова к СССР, бежал в Краков. В том же году вступил в украинское националистическое подполье. После провозглашения Акта 30 июня 1941 года вернулся во Львов. В 1943 году руководил Калушским окружным управлением ОУН, получив прозвище «Лемко». Занимался налаживанием подпольной сети ОУН в Херсонской и Николаевской области Рейхскомиссариата Украина.
Согласно одной из версий, Бандера был случайно застрелен войсками Красной армии во время освобождения Херсонщины в 1944 году. По другой версии, весной 1944 года бежал сначала на запад Украины, а затем якобы в Вену, где жил до 1963 года. По третьей версии — стал жертвой предательства Петра Войновского в Николаеве.